# اودرن
اودرن (به فرانسوی: Oudrenne) یک کمون در فرانسه است که در Canton of Metzervisse واقع شده‌است.

## خصوصیات
اودرن ۲۰٫۳۸ کیلومترمربع مساحت و ۷۱۲ نفر جمعیت دارد.